# Erland Johnsen
Erland Johnsen (sinh 5 tháng 4 năm 1967 tại Fredrikstad) là một cựu cầu thủ bóng đá chuyên nghiệp người Na Uy và hiện đang là huấn luyện viên.
Ông thi đấu chủ yếu ở vị trí trung vệ từ 1983 tới 1999, đáng chú ý nhất là tại Giải bóng đá Ngoại hạng Anh cho Chelsea và tại Giải bóng đá vô địch quốc gia Đức cho Bayern Munich. Ông cũng thi đấu cho Moss, Rosenborg và Strømsgodset có 24 lần khoác áo đội tuyển Na Uy. Ông chuyển sang công tác huấn luyện năm 1999 với Strømsgodset và sau đó là với Moss, Follo, Lillestrøm và Strømmen.

## Danh hiệu
Moss
- Tippeligaen: 1987

Bayern München
- Bundesliga: 1988–89, 1989–90

Chelsea
- Full Members Cup: 1990
- Cúp FA: 1996–97; Á quân: 1993–94

Rosenborg
- Tippeligaen: 1997, 1998

Cá nhân
- Cầu thủ xuất sắc nhất năm của Chelsea: 1995

## Số liệu thống kê

### Câu lạc bộ
| Mùa giải       | Câu lạc bộ     | Hạng           | Giải quốc gia | Giải quốc gia | Cúp       | Cúp       | Khác       | Khác       | Châu lục | Châu lục | Tổng | Tổng |
| Mùa giải       | Câu lạc bộ     | Hạng           | Trận          | Bàn           | Trận      | Bàn       | Trận       | Bàn        | Trận     | Bàn      | Trận | Bàn  |
| Na Uy          | Na Uy          | Na Uy          | Giải quốc gia | Giải quốc gia | Cúp Na Uy | Cúp Na Uy | Playoff    | Playoff    | Châu Âu  | Châu Âu  | Tổng | Tổng |
| -------------- | -------------- | -------------- | ------------- | ------------- | --------- | --------- | ---------- | ---------- | -------- | -------- | ---- | ---- |
| 1983           | Moss           | 1. Divisjon    | 0             | 0             | 0         | 0         | –          | –          | –        | –        | 0    | 0    |
| 1984           | Moss           | 1. Divisjon    | 0             | 0             | 0         | 0         | 2          | 0          | 0        | 0        | 2    | 0    |
| 1985           | Moss           | 1. Divisjon    | 22            | 1             | 2(?)      | 0(?)      | 1          | 0          | –        | –        | 25   | 1    |
| 1986           | Moss           | 2. Divisjon    | 22(?)         | 1(?)          | 2(?)      | 1(?)      | –          | –          | –        | –        | 24   | 2    |
| 1987           | Moss           | 1. Divisjon    | 22            | 0             | 3(?)      | 1         | –          | –          | –        | –        | 25   | 1    |
| 1988           | Moss           | 1. Divisjon    | 11            | 0             | 3(?)      | 1         | –          | –          | 0        | 0        | 14   | 1    |
| Đức            | Đức            | Đức            | Giải quốc gia | Giải quốc gia | DFB-Pokal | DFB-Pokal | Supercup   | Supercup   | Châu Âu  | Châu Âu  | Tổng | Tổng |
| 1988–89        | Bayern München | Bundesliga     | 13            | 0             | 1         | 0         | –          | –          | 5        | 1        | 19   | 1    |
| 1989–90        | Bayern München | Bundesliga     | 8             | 0             | 0         | 0         | 0          | 0          | 2        | 0        | 10   | 0    |
| Anh            | Anh            | Anh            | Giải quốc gia | Giải quốc gia | Cúp FA    | Cúp FA    | League Cup | League Cup | Châu Âu  | Châu Âu  | Tổng | Tổng |
| 1989–90        | Chelsea        | First Division | 18            | 0             | 3         | 0         | 0          | 0          | –        | –        | 251  | 0    |
| 1990–91        | Chelsea        | First Division | 6             | 0             | 1         | 0         | 0          | 0          | –        | –        | 7    | 0    |
| 1991–92        | Chelsea        | First Division | 7             | 0             | 0         | 0         | 0          | 0          | –        | –        | 7    | 0    |
| 1992–93        | Chelsea        | Ngoại hạng Anh | 13            | 0             | 0         | 0         | 0          | 0          | –        | –        | 13   | 0    |
| 1993–94        | Chelsea        | Ngoại hạng Anh | 28            | 1             | 8         | 0         | 1          | 0          | –        | –        | 37   | 1    |
| 1994–95        | Chelsea        | Ngoại hạng Anh | 33            | 0             | 2         | 0         | 3          | 0          | 8        | 0        | 46   | 0    |
| 1995–96        | Chelsea        | Ngoại hạng Anh | 22            | 0             | 2         | 0         | 2          | 0          | –        | –        | 26   | 0    |
| 1996–97        | Chelsea        | Ngoại hạng Anh | 18            | 0             | 3         | 0         | 1          | 0          | –        | –        | 22   | 0    |
| Na Uy          | Na Uy          | Na Uy          | Giải quốc gia | Giải quốc gia | Cúp Na Uy | Cúp Na Uy | —          | —          | Châu Âu  | Châu Âu  | Tổng | Tổng |
| 1997           | Rosenborg      | Tippeligaen    | 6             | 0             | 1         | 0         | –          | –          | 0        | 0        | 6    | 0    |
| 1998           | Rosenborg      | Tippeligaen    | 6             | 0             | 0         | 0         | –          | –          | 0        | 0        | 7    | 0    |
| 1998           | Strømsgodset   | Tippeligaen    | 7             | 0             | 0         | 0         | –          | –          | 3        | 0        | 10   | 0    |
| 1999           | Strømsgodset   | Tippeligaen    | 4             | 0             | 0         | 0         | –          | –          | –        | –        | 4    | 0    |
| Tổng           | Na Uy          | Na Uy          | 100           | 2             | 11        | 3         | 3          | 0          | 3        | 0        | 117  | 5    |
| Tổng           | Đức            | Đức            | 21            | 0             | 1         | 0         | 0          | 0          | 7        | 1        | 29   | 1    |
| Tổng           | Anh            | Anh            | 145           | 1             | 19        | 0         | 7          | 0          | 8        | 0        | 183  | 1    |
| Toàn sự nghiệp | Toàn sự nghiệp | Toàn sự nghiệp | 266           | 3             | 31        | 3         | 10         | 0          | 18       | 1        | 329  | 7    |

1Gồm bốn trận đấu tại Full Members Cup 1989–90.

### Quốc tế
| Đội tuyển quốc gia Na Uy | Đội tuyển quốc gia Na Uy | Đội tuyển quốc gia Na Uy |
| Năm                      | Trận                     | Bàn                      |
| ------------------------ | ------------------------ | ------------------------ |
| 1987                     | 4                        | 0                        |
| 1988                     | 6                        | 0                        |
| 1989                     | 4                        | 1                        |
| 1990                     | 4                        | 1                        |
| 1991                     | 0                        | 0                        |
| 1992                     | 0                        | 0                        |
| 1993                     | 0                        | 0                        |
| 1994                     | 3                        | 0                        |
| 1995                     | 3                        | 0                        |
| Tổng                     | 24                       | 2                        |

### Bàn thắng quốc tế
| #  | Ngày                 | Địa điểm                           | Đối thủ     | Tỉ số | Kết quả | Giải đấu                 |
| -- | -------------------- | ---------------------------------- | ----------- | ----- | ------- | ------------------------ |
| 1. | 15 tháng 11 năm 1989 | Hampden Park, Glasgow, Scotland    | Scotland    | 1–1   | 1–1     | Vòng loại World Cup 1990 |
| 2. | 27 tháng 3 năm 1990  | Windsor Park, Belfast, Bắc Ireland | Bắc Ireland | 2–3   | 2–3     | Giao hữu                 |